# 1930 год
1930 (ты́сяча девятьсо́т тридца́тый) год  по григорианскому календарю — невисокосный год, начинающийся в среду. Это 1930 год нашей эры, 10‑й год 3‑го десятилетия XX века 2‑го тысячелетия, 1‑й год 1930‑х годов. Он закончился 95 лет назад.
| Пн | Вт | Ср | Чт | Пт | Сб | Вс |
|    |    | 1  | 2  | 3  | 4  | 5  |
| 6  | 7  | 8  | 9  | 10 | 11 | 12 |
| 13 | 14 | 15 | 16 | 17 | 18 | 19 |
| 20 | 21 | 22 | 23 | 24 | 25 | 26 |
| 27 | 28 | 29 | 30 | 31 |    |    |

| Пн | Вт | Ср | Чт | Пт | Сб | Вс |
|    |    |    |    |    | 1  | 2  |
| 3  | 4  | 5  | 6  | 7  | 8  | 9  |
| 10 | 11 | 12 | 13 | 14 | 15 | 16 |
| 17 | 18 | 19 | 20 | 21 | 22 | 23 |
| 24 | 25 | 26 | 27 | 28 |    |    |

| Пн | Вт | Ср | Чт | Пт | Сб | Вс |
|    |    |    |    |    | 1  | 2  |
| 3  | 4  | 5  | 6  | 7  | 8  | 9  |
| 10 | 11 | 12 | 13 | 14 | 15 | 16 |
| 17 | 18 | 19 | 20 | 21 | 22 | 23 |
| 24 | 25 | 26 | 27 | 28 | 29 | 30 |
| 31 |    |    |    |    |    |    |

| Пн | Вт | Ср | Чт | Пт | Сб | Вс |
|    | 1  | 2  | 3  | 4  | 5  | 6  |
| 7  | 8  | 9  | 10 | 11 | 12 | 13 |
| 14 | 15 | 16 | 17 | 18 | 19 | 20 |
| 21 | 22 | 23 | 24 | 25 | 26 | 27 |
| 28 | 29 | 30 |    |    |    |    |

| Пн | Вт | Ср | Чт | Пт | Сб | Вс |
|    |    |    | 1  | 2  | 3  | 4  |
| 5  | 6  | 7  | 8  | 9  | 10 | 11 |
| 12 | 13 | 14 | 15 | 16 | 17 | 18 |
| 19 | 20 | 21 | 22 | 23 | 24 | 25 |
| 26 | 27 | 28 | 29 | 30 | 31 |    |

| Пн | Вт | Ср | Чт | Пт | Сб | Вс |
|    |    |    |    |    |    | 1  |
| 2  | 3  | 4  | 5  | 6  | 7  | 8  |
| 9  | 10 | 11 | 12 | 13 | 14 | 15 |
| 16 | 17 | 18 | 19 | 20 | 21 | 22 |
| 23 | 24 | 25 | 26 | 27 | 28 | 29 |
| 30 |    |    |    |    |    |    |

| Пн | Вт | Ср | Чт | Пт | Сб | Вс |
|    | 1  | 2  | 3  | 4  | 5  | 6  |
| 7  | 8  | 9  | 10 | 11 | 12 | 13 |
| 14 | 15 | 16 | 17 | 18 | 19 | 20 |
| 21 | 22 | 23 | 24 | 25 | 26 | 27 |
| 28 | 29 | 30 | 31 |    |    |    |

| Пн | Вт | Ср | Чт | Пт | Сб | Вс |
|    |    |    |    | 1  | 2  | 3  |
| 4  | 5  | 6  | 7  | 8  | 9  | 10 |
| 11 | 12 | 13 | 14 | 15 | 16 | 17 |
| 18 | 19 | 20 | 21 | 22 | 23 | 24 |
| 25 | 26 | 27 | 28 | 29 | 30 | 31 |

| Пн | Вт | Ср | Чт | Пт | Сб | Вс |
| 1  | 2  | 3  | 4  | 5  | 6  | 7  |
| 8  | 9  | 10 | 11 | 12 | 13 | 14 |
| 15 | 16 | 17 | 18 | 19 | 20 | 21 |
| 22 | 23 | 24 | 25 | 26 | 27 | 28 |
| 29 | 30 |    |    |    |    |    |

| Пн | Вт | Ср | Чт | Пт | Сб | Вс |
|    |    | 1  | 2  | 3  | 4  | 5  |
| 6  | 7  | 8  | 9  | 10 | 11 | 12 |
| 13 | 14 | 15 | 16 | 17 | 18 | 19 |
| 20 | 21 | 22 | 23 | 24 | 25 | 26 |
| 27 | 28 | 29 | 30 | 31 |    |    |

| Пн | Вт | Ср | Чт | Пт | Сб | Вс |
|    |    |    |    |    | 1  | 2  |
| 3  | 4  | 5  | 6  | 7  | 8  | 9  |
| 10 | 11 | 12 | 13 | 14 | 15 | 16 |
| 17 | 18 | 19 | 20 | 21 | 22 | 23 |
| 24 | 25 | 26 | 27 | 28 | 29 | 30 |

| Пн | Вт | Ср | Чт | Пт | Сб | Вс |
| 1  | 2  | 3  | 4  | 5  | 6  | 7  |
| 8  | 9  | 10 | 11 | 12 | 13 | 14 |
| 15 | 16 | 17 | 18 | 19 | 20 | 21 |
| 22 | 23 | 24 | 25 | 26 | 27 | 28 |
| 29 | 30 | 31 |    |    |    |    |

- Население Земли — 2 миллиарда человек.

## События

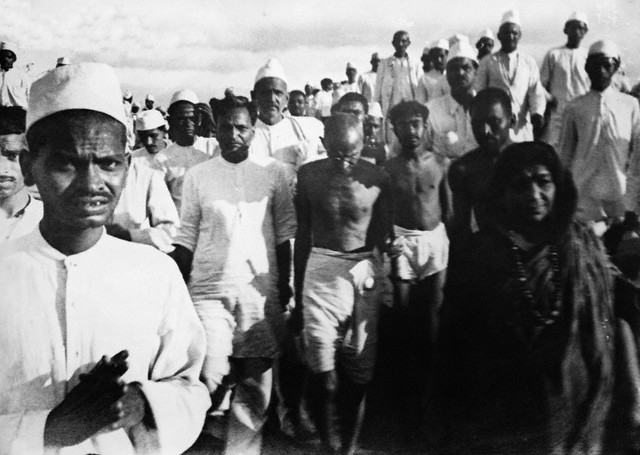
Соляной марш Махатмы Ганди Март 1930 года

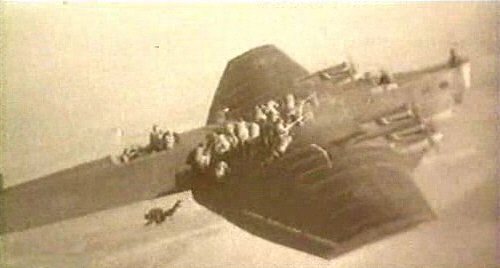
Высадка парашютного десанта с бомбардировщика ТБ-3

### В мире
- Франция приступает к строительству линии Мажино, системы фортификационных сооружений вдоль границы с Германией.
- В Турции после замены арабского алфавита латинским правительство отдаёт почте распоряжение возвращать письма, на которых адрес написан с орфографическими ошибками.

#### Январь
- 1 января
  - В Египте после победы партии Вафд на парламентских выборах бывший премьер-министр Мустафа Наххас-паша сформировал националистическое правительство.
  - В должность президента Швейцарии вступил начальник департамента (министр) финансов и сборов Жан-Мари Мюзи.

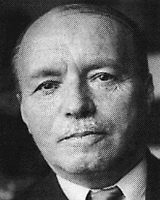
Президент Швейцарии Жан-Мари Мюзи

- 3—20 января — Вторая сессия Гаагской конференции по репарациям.
- 7 января — Началась эксплуатация линии фототелеграфной связи между Великобританией и Германией.
- 23 января — В Германии Вильгельм Фрик назначен министром внутренних дел и образования земли Тюрингия: впервые член нацистской партии вошёл в правительство.
- 26 января — Похищение белого генерала А. П. Кутепова в Париже советскими спецслужбами.

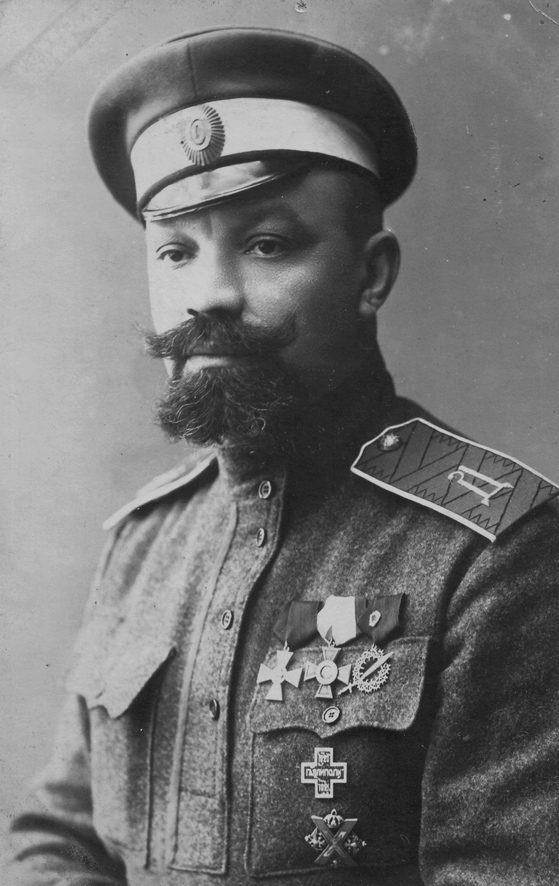
Председатель РОВС А. П. Кутепов

- 28 января — В Испании, лишившись поддержки военных, диктатор Мигель Примо де Ривера ушёл в отставку. Новое правительство сформировал генерал Дамасо Беренгер.

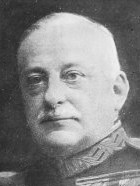
Премьер-министр Испанского королевства Примо де Ривера

#### Февраль
- Президент США Герберт Гувер послал на Гаити комиссию для подготовки вывода американских войск с острова.
- 3 февраля — основана Коммунистическая партия Вьетнама, правящая в стране с 1951 года.
- 5 февраля
  - В СССР заложена первая подводная лодка типа «Щука».
  - В должность президента Мексики вступил Паскуаль Ортис Рубио. В тот же день он пережил покушение, был ранен.
- 6 февраля
  - Австрия и Италия подписали Договор о дружбе.
  - Новое правительство Испании объявило амнистию для всех политических заключённых.
- 9 февраля — на президентских выборах в Колумбии одержал победу кандидат от Либеральной партии Энрике Олайя Эррера (получил 44,9% голосов), закончилось 44-летнее правление в стране Консервативной партии.

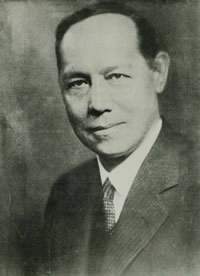
Президент Колумбии Энрике Олайя Эррера

- 10 февраля — во Французском Индокитае началось Йенбайское восстание вьетнамских солдат французской колониальной армии под руководством Национальной партии Вьетнама. Вскоре восстание было подавлено[1].
- 11 февраля — на Морской конференции в Лондоне США и Великобритания предложили запретить применение подводных лодок, однако Франция и Япония выступили против.
- 17 февраля — премьер-министр Франции Андре Тардьё подал в отставку, 21 февраля его сменил Камиль Шотан.
- 18 февраля — Клайд Уильям Томбо открыл Плутон, до 2006 года считавшийся девятой планетой Солнечной системы.
- 20 февраля — в Японии прошли парламентские выборы. Правящая Конституционно-демократическая партия получила 52,5% голосов и 273 места из 466 в Палате представителей.

#### Март
- В США опубликован Меморандум 1928 года Рубена Кларка о доктрине Монро.
- 1 марта — в Бразилии прошли президентские выборы, на которых одержал победу губернатор штата Сан-Паулу Жулиу Престис.
- 12 марта — в Индии лидер освободительного движения Махатма Ганди начинает кампанию гражданского неповиновения, организовав «соляной поход» от Ахмадабада до побережья, где 6 апреля он со своими сторонниками захватывает запасы соли в знак протеста против налога на соль, который должны выплачивать бедняки.
- 12 марта — заключено таможенное соглашение между Китаем и Японией, в соответствии с которым Япония признаёт право Китая на установление таможенных пошлин.
- 25 марта — в Монголии началось Тугсбуянтское восстание.
- 27 марта — в Германии уходит в отставку правительство Германа Мюллера, так как социал-демократы выступают против планируемого уменьшения пособий по безработице.
- 30 марта — Генрих Брюнинг, представитель партии «Центра», формирует правое коалиционное правительство, которое сменяет социал-демократов, не располагая большинством в парламенте.
- 31 марта — восстание во главе с расом Гугса Уоле в Эфиопии.

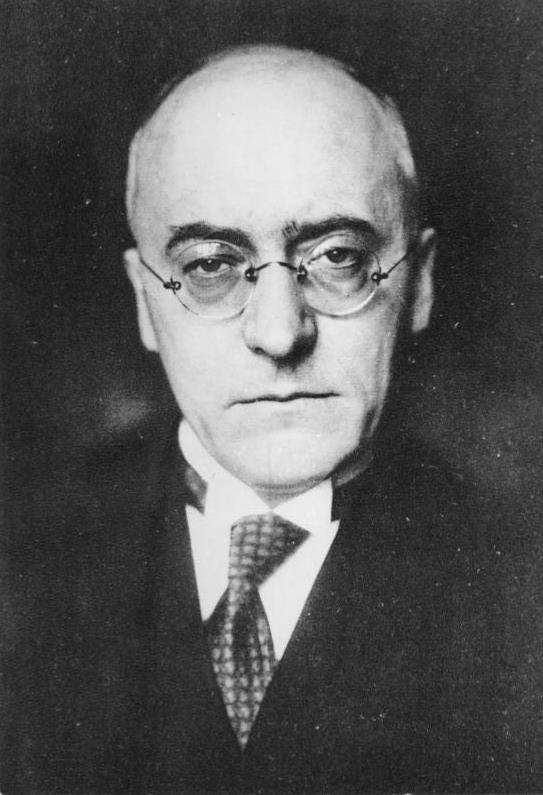
Канцлер Веймарской республики Генрих Брюнинг

#### Апрель

Эфиопский император Тэфэри Мэконнын

- 3 апреля — в Эфиопии регент рас Тэфэри Мэконнын становится императором после смерти императрицы Заудиту. Он восходит на трон под именем Хайле Селассие (Мощь Триединства).
- 14 апреля — застрелился русский и советский поэт Владимир Владимирович Маяковский
- 18 апреля — диктор BBC объявляет, что «сегодня совершенно нет новостей, о которых можно рассказать слушателю»;[2] вместо новостей в эфире радио весь день играла фортепианная музыка, что для новостного канала является исключительным событием.[источник не указан 488 дней]
- 22 апреля — США, Великобритания, Франция, Япония и Италия на Лондонской морской конференции подписывают Договор о разоружении военно-морских флотов и ограничении количества подводных лодок и авианосцев.
- 30 апреля
  - Италия объявила о программе перевооружения военно-морского флота, по которой запланировано строительство 29 новых кораблей.
  - Во Франции принят закон о страховании рабочих.
  - Основана Коммунистическая партия Малайи[3].

#### Май
- Май — ноябрь 1930 года — Война центральных равнин в гоминьдановском Китае.
- В Турции основана оппозиционная партия, выступающая за расширение связей с западными странами.
- 3 мая — в Албании издан закон об умеренной аграрной реформе[4].
- 8 мая — провал переговоров в Лондоне между британским правительством и Египтом по вопросу о формировании правительства в Судане.
- 19 мая — В ЮАС белые женщины получают право голоса.
- 24 мая — итальянский премьер-министр Бенито Муссолини выступает за пересмотр Версальского договора.
- 27 мая — открытие небоскрёба Крайслер-билдинг в Нью-Йорке
- 28 мая — в Новой Зеландии Джордж У. Форбс возглавляет правительство, сформированное из представителей Объединённой партии после ухода Джозефа Уорда по состоянию здоровья 15 мая (8 июля Джозеф Уорд умер).

#### Июнь
- В Белграде состоялся I съезд Народно-трудового союза российских солидаристов.
- Международная конференция Лиги Наций по труду принимает Конвенцию о принудительном труде, требующую ограничить и запретить принудительный труд. Представлен доклад комиссии о существовании принудительного труда в Либерии.
- 1 июня — матчем между клубами «Атлетик Бильбао» и «Реал Мадрид», включая овертайм, со счётом 3:2 в пользу первого завершился 28-й чемпионат Испании по футболу.
- 8 июня — наследный принц Кароль становится королём Румынии.
- 16 июня — Антониу ди Салазар объявил о создании Банка развития колоний и упразднении Валютного совета Анголы.
- 17 июня — Конгресс США принял закон Хоули — Смута о повышении таможенных тарифов на иностранные товары.
- 19 июня — в Никарагуа повстанческая армия генерала Аугусто Сесара Сандино отбивает наступление правительственных войск и экспедиционного корпуса США в районе Сарагуаска и начинает расширять зону действия на районы, прилегающие к городам Леон и Чинандега[5].
- 20 июня — 25 июня — Военный рейд Я. А. Мелькумова в Афганистан.
- 21 июня — в Египте после отставки правительства партии Вафд, последовавшей после того, как король Фуад I блокировал его попытки ограничить королевскую власть, новым премьер-министром назначается Исмаил Сидки-паша.
- 27 июня — скандинавские государства подписывают Договор о третейском суде.
- 30 июня
  - Великобритания и Королевство Ирак подписывают Договор об урегулировании взаимоотношений сроком на 20 лет.
  - Из Рейнской области выводятся последние части союзных войск.
  - В Германии Йозеф Геббельс созвал в Хазенхейме под Берлином собрание членов гау. Отто Штрассера и его приверженцев, явившихся изложить свою позицию, штурмовики силой выгнали из зала. После этого группа Штрассера заговорила о «сталинизме чистой воды» и о том, что руководство НСДАП занимается целенаправленным «преследованием социалистов».

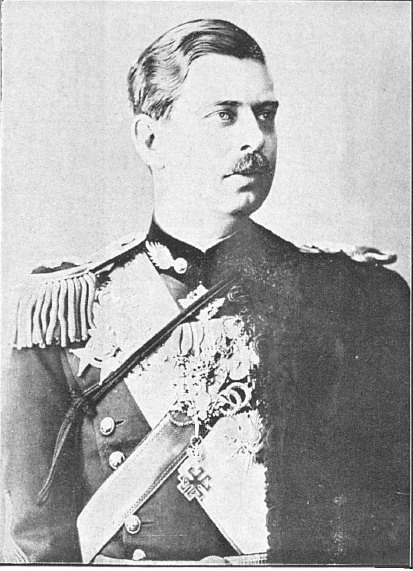
Король Румынии Кароль II

#### Июль
- Восстание курдов на турецко-персидской границе.
- 1 июля — 5 июля — Съезд эмигрантских русских молодёжных групп в Белграде, на котором был создан Национальный союз русской молодёжи во главе с герцогом С. Н. Лейхтенбергским[6].
- 4 июля — правительство Финляндии возглавил бывший королевский регент Пер Эвинд Свинхувуд.

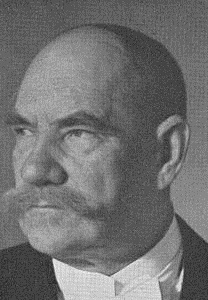
Глава правительства Финляндии Пер Эвинд Свинхувуд

- 7 июля — ландтаг Лихтенштейна принял решение касаемо строительства на территории княжества канала.
- 8 июля — в Португалии издан «Колониальный акт», отменивший автономию колоний и лишивший их население всех политических прав, данных Конституцией 1911 года.
- 13 июля — 30 июля — I чемпионат мира по футболу в Уругвае.
- 27 июля — лидеры американских профсоюзов призвали к запрету всех товаров из СССР.
- 28 июля — на парламентских выборах в Канаде победу одержали консерваторы, получившие 137 мест. У лейбористов — 91 место, у остальных партий — 17 мест. 6 августа премьер-министр У. Л. Маккензи Кинг подал в отставку. Новое правительство сформировал лидер консерваторов Ричард Беннетт.

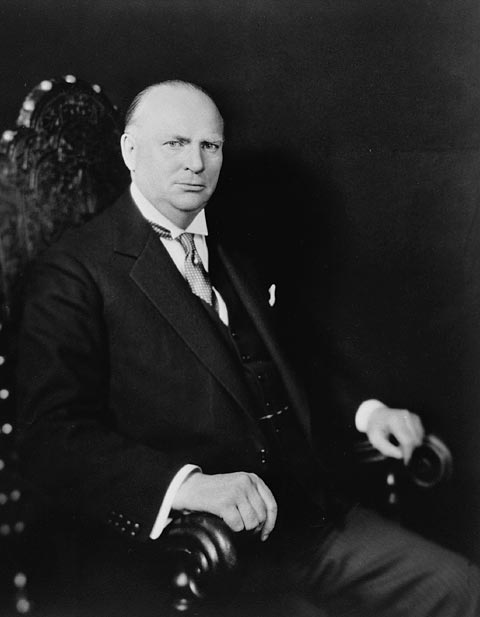
Глава правительства Канады и лидер Консервативной партии Ричард Беннетт

- 30 июля — в Португалии была учреждена неофашистская лига «Национальный союз».

#### Август
- 14 августа — энциклика архиепископа Кентерберийского Космо Гордона Лэнга о соглашении англиканской церкви с разумными способами искусственного предупреждения беременности, осуждении разводов и ценности семьи.
- 16 августа — на пост президента Доминиканской республики вступил генерал Рафаэль Трухильо[7].
- 17 августа — в Испании между республиканцами и сторонниками предоставления Каталонии автономии заключается Сан-Себастьянский пакт, в соответствии с которым после установления в Испании республики Каталония должна получить права автономии. Республиканские партии создали единый Революционный комитет для координации борьбы против монархии[8].
- 25 августа 
  - Вследствие массовых волнений в Польше, организованных центристскими и левыми силами, новое правительство формирует Юзеф Пилсудский.
  - В Перу в результате восстания одного из гарнизонов к власти приходит военная хунта, которая вынуждает президента Аугусто Легию уйти в отставку.
- 27 августа — руководитель восстания в Перу полковник Луис Санчес Серро, возглавивший поход на Лиму, становится президентом.
- 30 августа — в Польше распущен парламент.

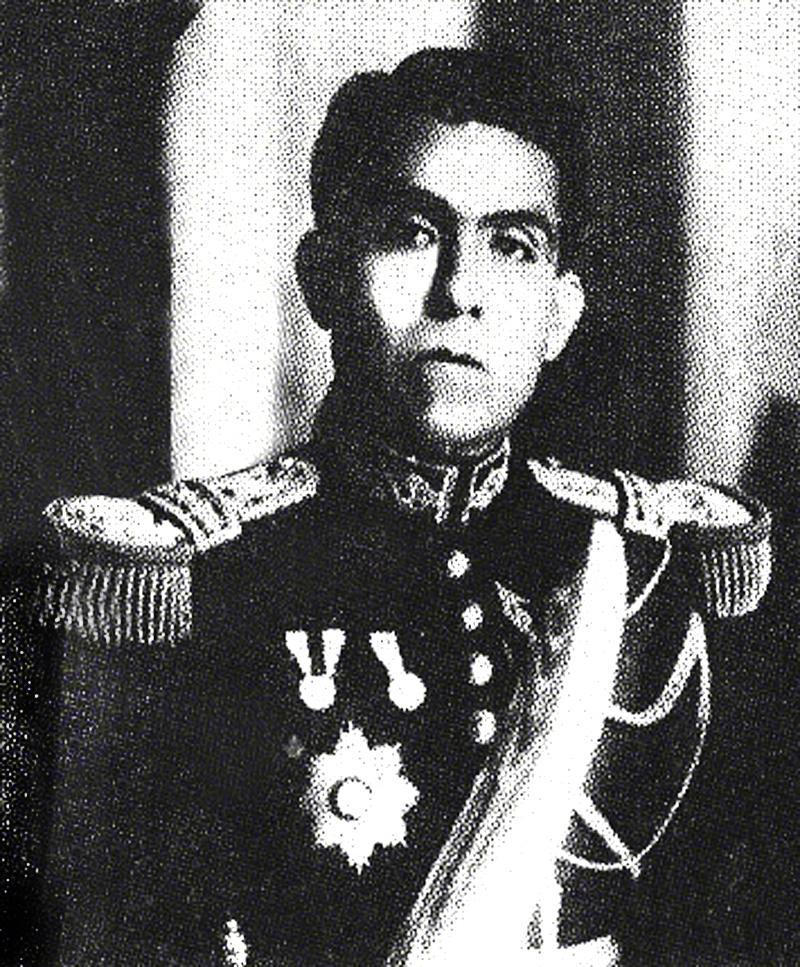
Президент Перу Луис Санчес Серро

#### Сентябрь
- В Польше 70 членов оппозиции арестованы и приговорены к тюремному заключению.
- 6 сентября — в Аргентине массовые демонстрации в Буэнос-Айресе и выступление военных вынуждают президента Иполито Иригойена уйти в отставку. Новым президентом назначается генерал Хосе Феликс Урибуру.
- 14 сентября — на парламентских выборах в Германии победу одерживают социал-демократы, получившие 143 места. Второе место заняла НСДАП (107 мест). У коммунистов 77 мест; у центристов — 68; у Национальной народной партии — 41; у остальных партий — 137.
- 15 сентября — отмена цензуры в средствах массовой информации в Испании позволяет свободно требовать установления республики.
- 22 сентября — в Янги-Базарском районе Таджикской ССР произошло сильное землетрясение, число жертв – от 128 до 175 человек[9].
- 25 сентября — шурин лидера Гоминьдана Чан Кайши министр финансов Сун Цзывэнь возглавил правительство Китая.

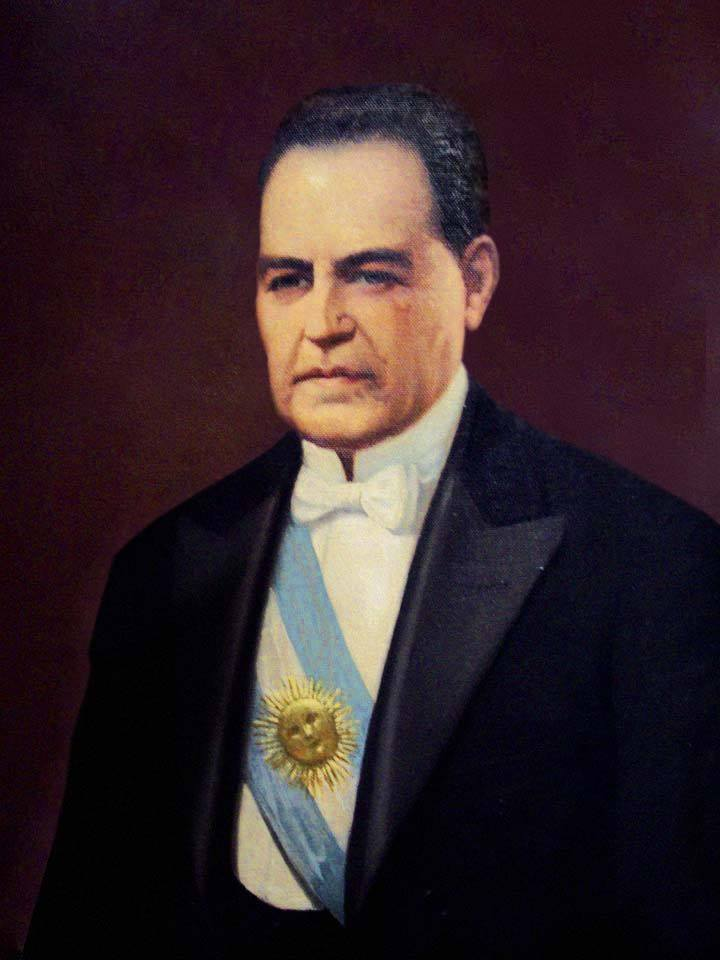
Президент Аргентины Иполито Иригойен

#### Октябрь
- 1 октября — Великобритания возвратила Китаю военно-морскую базу в Вэйхайвее (передана ей в аренду в 1898 году).
- 1 октября — 14 ноября — в Лондоне прошла Имперская конференция. На ней Великобритания отвергла предложение Канады об установлении преференциальных тарифов для защиты производителей зерна в доминионе.
- 4 октября — в Бразилии либеральная революция и стремление военных помешать избранному президенту Хулио Престесу вступить в должность стали причинами введения в трёх провинциях военного положения.
- 5 октября—12 октября — в Афинах конференция балканских государств заложила основы формирования балканской Антанты (пакт заключён в феврале 1934 года).
- 10 октября — правительство Румынии возглавил министр иностранных дел Георге Миронеску.

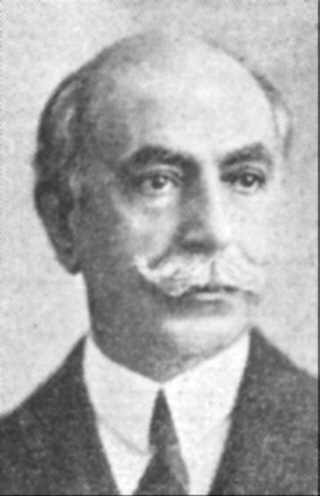
Премьер-министр Румынии Георге Миронеску

- 14 октября — попытка фашистского путча в Финляндии.
- 20 октября — в Великобритании опубликована Белая книга Пассфилда о Палестине, указывающая на необходимость решить проблему сокращения обрабатываемых арабами земель, приводящего к росту бедности. Предложение ограничить расширение еврейских поселений осуждено сионистами.
- 21 октября — взрыв на угольной шахте в Ахене (Германия) привёл к гибели 262 человек.
- 23 октября
  - Король Египта Ахмед Фуад I объявил об изменениях в конституции: король назначает большинство членов сената, а нижняя палата избирается путём непрямого голосования[10].
  - В Бразилии высшие армейские чины вынудили президента Вашингтона Луиса уйти в отставку.
- 25 октября — взрыв на шахте в Сааре (Германия) унёс жизни около ста человек.
- 30 октября — в Анкаре Турция и Греция подписали Договор об обмене группами населения.

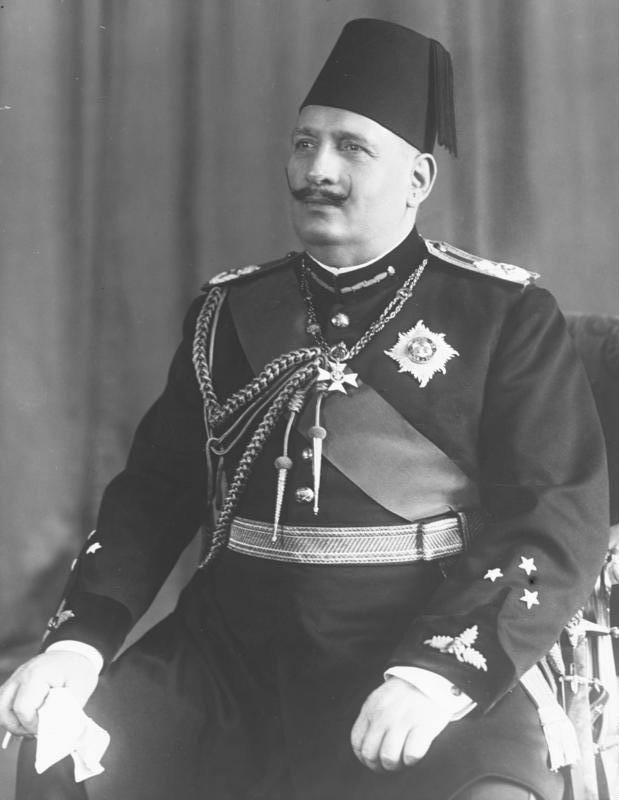
Король Египта и Судана Ахмед Фуад I

#### Ноябрь
- 1 ноября — в Финляндии принято антикоммунистическое законодательство.
- 2 ноября — коронация императора Эфиопии Хайле Селассие I.
- 3 ноября — временным президентом Бразилии стал Жетулиу Варгас.

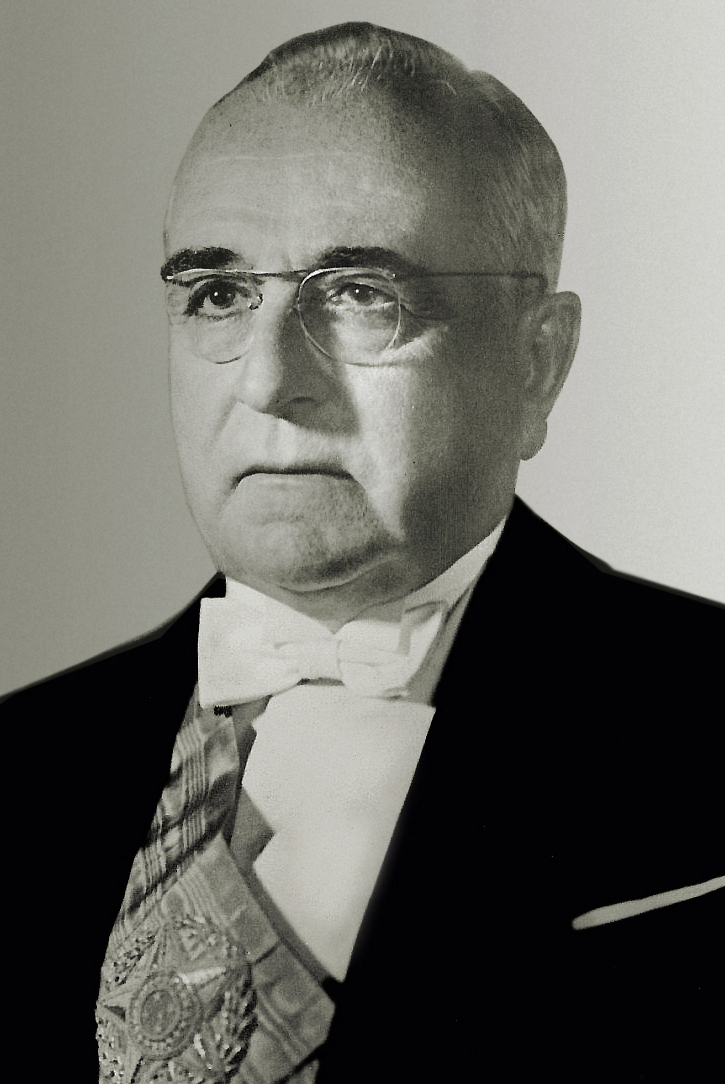
Диктатор Бразилии Жетулиу Варгас

- 7 ноября — основана Коммунистическая партия Филиппин[11].
- 14 ноября — покушение на премьер-министра Японии Осати Хамагути.

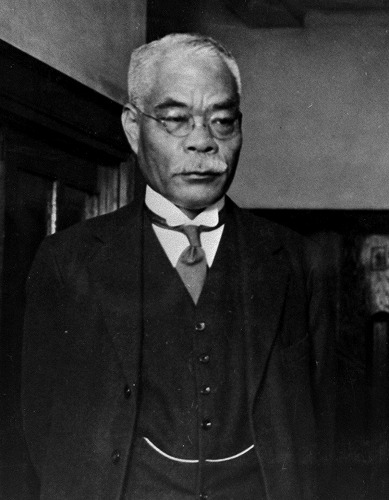
Глава правительства Японской империи Осати Хамагути

- 16 ноября — на парламентских выборах в Польше победу одержал блок беспартийных сторонников правительства во главе с Валерием Славеком, получивший 44,7 % голосов.
- 18 ноября — в Республике Гаити депутаты Национальной ассамблеи выбрали президентом страны Стенио Жозефа Венсана.

#### Декабрь

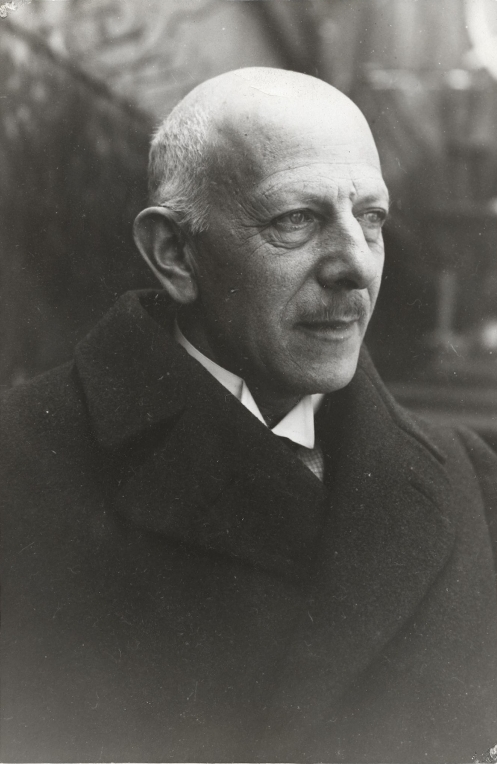
Канцлер Австрии Отто Эндер

- 3 декабря — президент Либерии Чарльз Д. Б. Кинг ушёл в отставку.

- 4 декабря

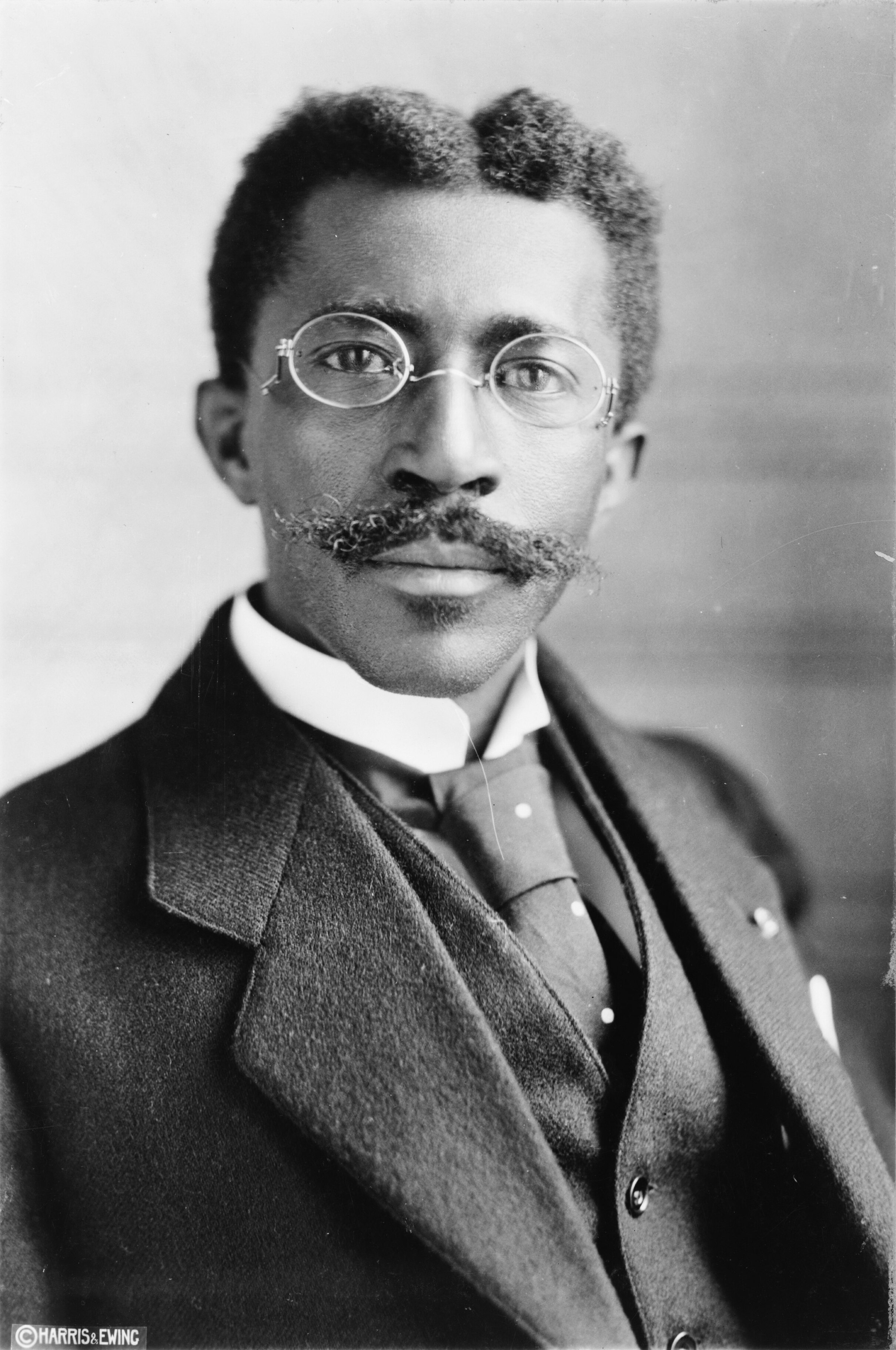
Глава Либерии Чарльз Д. Б. Кинг

  - Отто Эндер, представитель христианских социалистов и член международной комиссии по Рейнскому урегулированию, сформировал новое правительство Австрии.
  - В Польше генерал-инспектор вооружённых сил Юзеф Пилсудский ушёл в отставку с должности премьер-министра и в новом правительстве сохранил за собою пост министра обороны.
- 9 декабря — подготовительная комиссия разработала проект Соглашения о разоружении для обсуждения на конференции Лиги Наций в феврале 1932 года, однако Германия и СССР выступили против проекта.
- 12 декабря — последние подразделения союзных войск ушли из Саара.
- 12 декабря — 13 декабря — в Испании произошёл военный путч, поднятый против королевского правительства республиканскими офицерами в городе Хака. Глава восставших капитан Анхель Гарсиа Эрнандес был расстрелян[12].
- 13 декабря — сенатор Теодор Стег занял пост премьер-министра Франции.
- 29 декабря — В Румынии прошла перепись населения.
- 30 декабря — скандинавские государства, Нидерланды, Бельгия и Люксембург подписали в Осло соглашения, запрещающие поднятие таможенных тарифов в одностороннем порядке (действовали до 1938 года).

### В СССР
- Опубликована работа Льва Троцкого «Перманентная революция. Автобиография».
- Выход постановления Совнаркома СССР о запрете колокольного звона. Начинается массовый сброс колоколов со звонниц с целью переплавки «для нужд индустриализации»[13].
- 1 января — состоялся пуск первой очереди Костромской теплоэлектроцентрали.
- 30 января — выход постановления Политбюро ЦК ВКП(б) «О мероприятиях по ликвидации кулацких хозяйств в районах сплошной коллективизации»[14]. Набирает темпы коллективизация.
- 13 февраля — президиум ЦИК СССР утвердил постановление СНК «О реорганизации управления морским и речным транспортом»[15].
- 25 февраля — в Казахской АССР началось восстание сарбазов против коллективизации (было подавлено в декабре 1930 года).

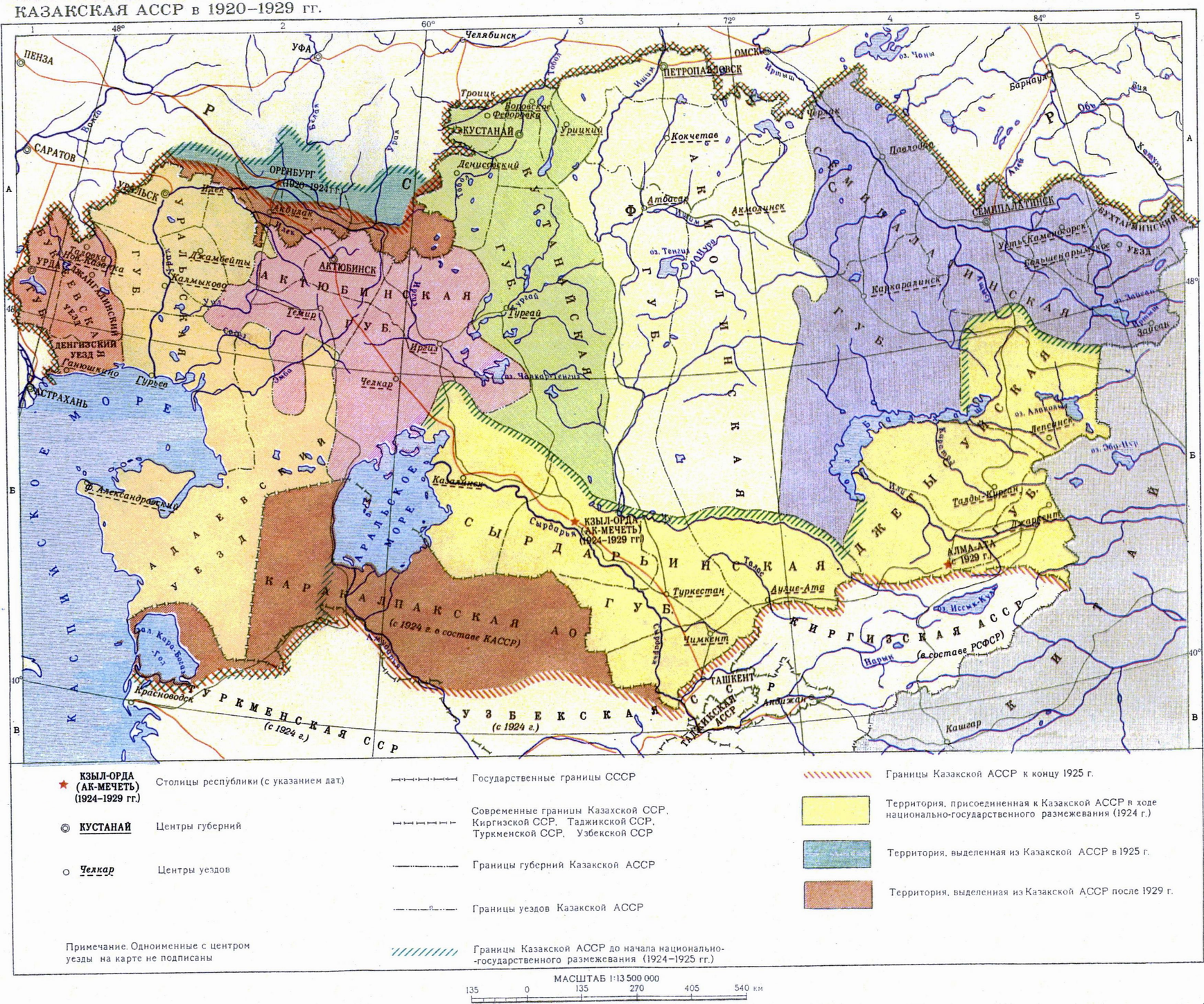
Карта Казахской АССР

- 13 марта — закрыта Московская биржа труда, последняя в СССР.
- 6 апреля — учреждены Орден Ленина и Орден Красной Звезды.
- 7 апреля — подписан указ о расширении системы трудовых лагерей. Сосредоточенные до 1928 года в основном вокруг побережья Белого моря, они находятся теперь в ведении ГУЛАГа (Главного управления лагерей), подчиняющегося ОГПУ.

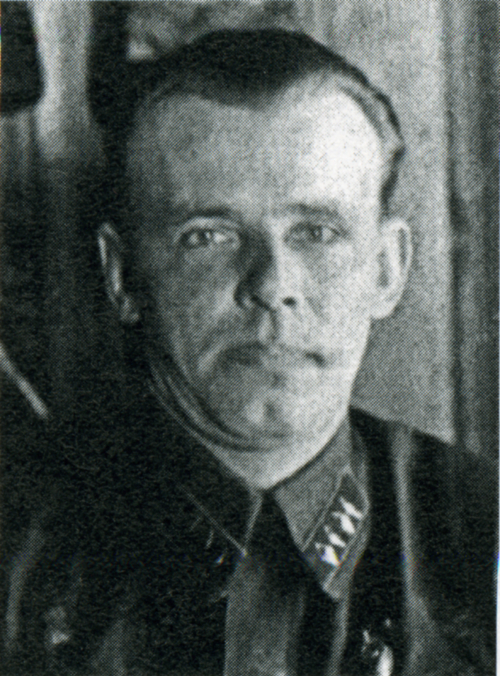
Начальник УЛаг ОГПУ Ф. И. Эйхманс

- 1 мая — открытие Туркестано-Сибирской железной дороги.

Туркестано — Сибирская железнодорожная магистраль

- 7 мая — в Ереване состоялся пленум ЦК КП(б) Армении. А. А. Костанян освобождён от обязанностей первого секретаря ЦК КП(б) Армении. Первым секретарём ЦК избран А. Г. Ханджян, вторым — А. С. Аматуни (Вардапетян)[16].
- 11 мая — в Москве открывается конференция представителей СССР и Китая по спорным вопросам.
- 11 июня — заместитель председателя ВСНХ СССР В. В. Куйбышева М. Л. Рухимович занял пост народного комиссара путей сообщений СССР.

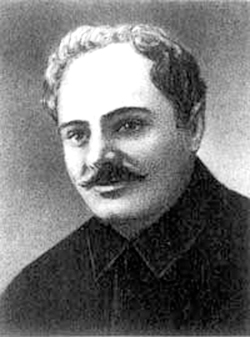
М. Л. Рухимович

- 15 июня — вступил в строй завод «Ростсельмаш».
- 17 июня — вступил в строй Сталинградский тракторный завод (СТЗ)[17].
- 26 июня — 13 июля — XVI съезд ВКП(б), окончившийся разгромом правой оппозиции и вошедший в историю как съезд развёрнутого наступления социализма. М. П. Томский выведен из Политбюро. В состав Политбюро были избраны генеральный секретарь ВКП(б) И. В. Сталин, Климент Ворошилов, Лазарь Каганович, Михаил Калинин, Сергей Киров, Станислав Косиор, председатель ВСНХ СССР Валериан Куйбышев, Вячеслав Молотов, Алексей Рыков, Ян Рудзутак.

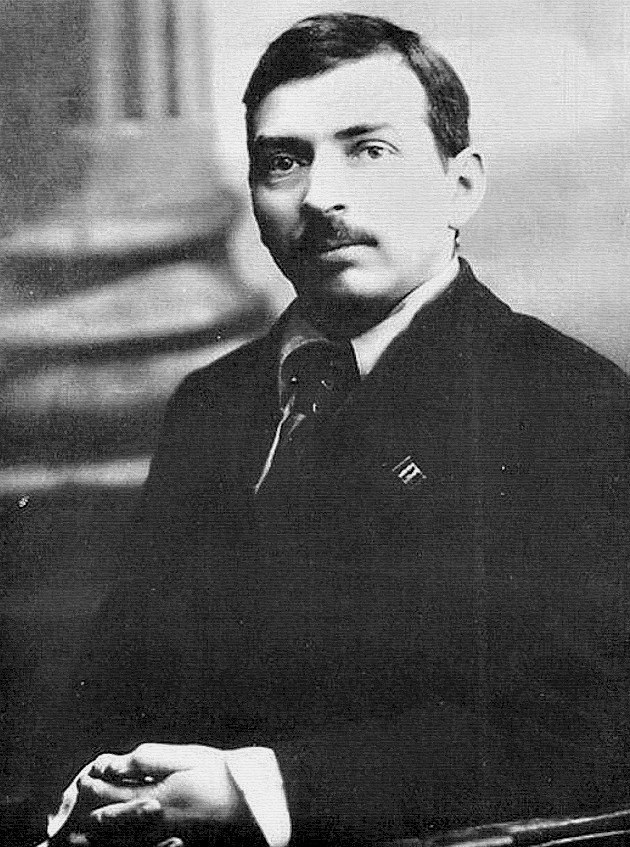
М. П. Томский в 1930 году.

- 15 июля — издано постановление ЦК ВКП(б) о ликвидации округов в СССР.
- 15 — 30 июля — в Москве проходит V Конгресс Профинтерна, ставший последним[18].
- 21 июля — М. М. Литвинов стал народным комиссаром иностранных дел СССР.

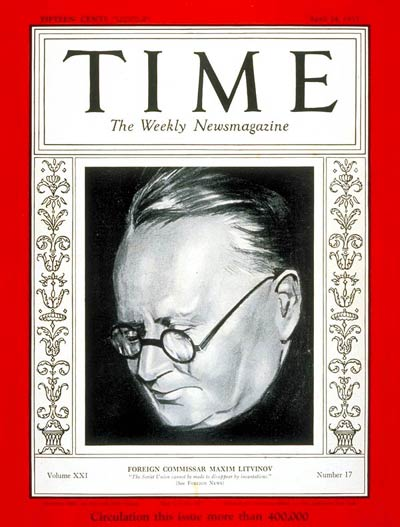
Нарком иностранных дел СССР М. М. Литвинов

- 21 июля — арестован Степан Некрашевич, белорусский учёный-языковед и общественный деятель, инициатор создания и первый председатель Института белорусской культуры (ныне — Национальная Академия наук Беларуси).
- 22 июля — Колхозцентр СССР установил оценку и оплату труда колхозников в трудоднях вместо денег.
- 30 июля — Сибирский край разделён на Западно-Сибирский край и Восточно-Сибирский край[19]. Председателем Организационного бюро ЦК ВКП(б) по Восточно-Сибирскому краю был назначен Ф. Г. Леонов. Р. И. Эйхе стал первым секретарём Западно-Сибирского крайкома ВКП(б).

карта Сибирского края

- 2 августа — на окраине Воронежа на учениях Московского военного округа был впервые высажен воздушный десант из 12 человек[20]. Впоследствии этот день стал отмечаться в СССР как День воздушно-десантных войск.
- 11 августа — президиум ВЦИК постановил: «Включить в состав Восточно-Сибирского края всю территорию Красноярского округа с г. Красноярском»[21].
- 1 сентября — столица Узбекской ССР перенесена из Самарканда в Ташкент.
- 1 октября — проведена налоговая реформа, введён налог с оборота предприятий обобществлённого сектора[22], гербовый сбор заменён госпошлиной[23].
- 18 октября — заместитель наркома земледелия СССР Я. А. Яковлева Г. Ф. Гринько возглавил народный комиссариат финансов СССР.

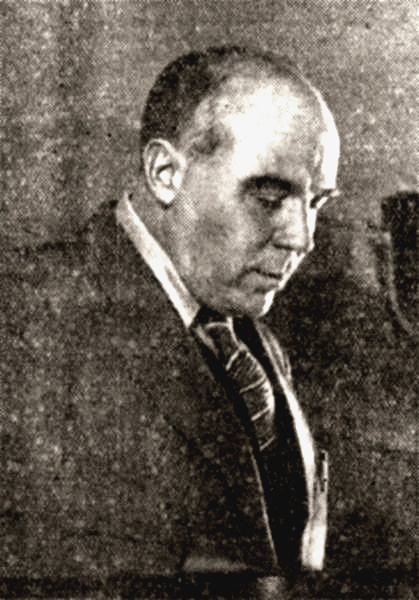
Нарком финансов СССР Г. Ф. Гринько

- 20 октября — президиум ВЦИК принял решение о создании Хакасской автономной области.
- 3 ноября — первый заместитель народного комиссара путей сообщения СССР М. Л. Рухимовича Д. Е. Сулимов занял пост председателя СНК РСФСР.

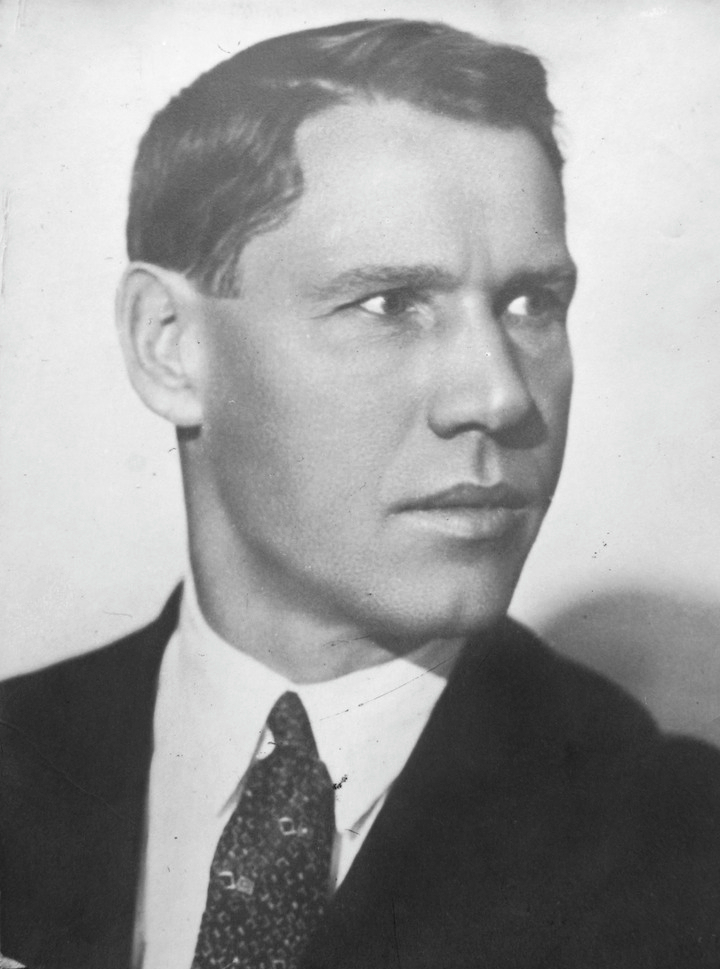
Глава СНК РСФСР Д. Е. Сулимов

- 10 ноября — член Политбюро ЦК ВКП(б) В. В. Куйбышев стал председателем Госплана СССР.
- 15 ноября в газетах «Правда» (№ 314) и «Известия» опубликована статья М. Горького «Если враг не сдаётся, его истребляют»[24].
- 25 ноября — 7 декабря — проходит процесс «Промпартии».
- 6 декабря — состоялся объединённый пленум ЦК и ЦКК КП(б) Армении. А. С. Аматуни (Вардапетян) освобождён от обязанностей второго секретаря ЦК КП(б) Армении. Вторым секретарём ЦК избран С. Х. Варданян[16].
- 10 декабря — согласно постановлению ВЦИК «Об организации национальных объединений в районах расселения малых народностей Севера» был создан Чукотский национальный округ.

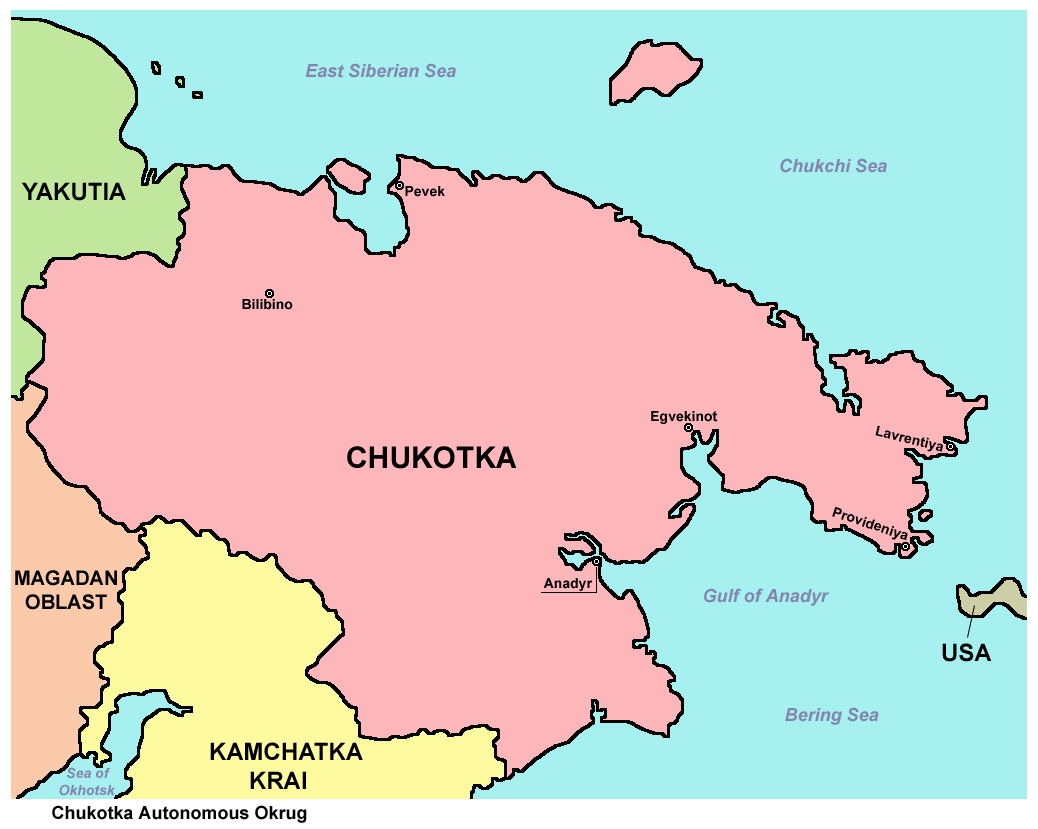
Карта Чукотского АО

- 19 декабря — председателем Совнаркома СССР вместо Алексея Рыкова стал секретарь ЦК ВКП(б) Вячеслав Молотов.

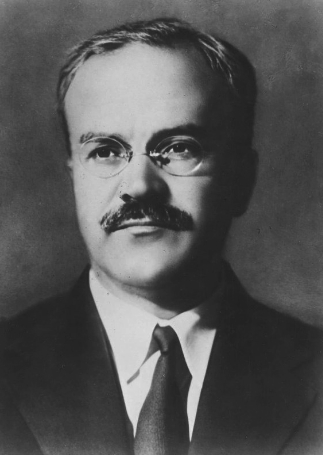
Председатель СНК СССР Вячеслав Молотов

- 21 декабря — завершился открывшийся 17 декабря пленум ЦК ВКП(б). Пленум вывел А. И. Рыкова из состава Политбюро ЦК ВКП(б) и освободил ставшего в ноябре 1930 года народным комиссаром Рабоче-крестьянской инспекции СССР А. А. Андреева от обязанностей кандидата в члены Политбюро ЦК ВКП(б). Возглавивший в ноябре 1930 года ВСНХ СССР вместо В. В. Куйбышева Г. К. Орджоникидзе избран членом Политбюро ЦК ВКП(б)[25].
- 31 декабря — при СНК РСФСР создано так называемое Главное управление рабоче-крестьянской милиции.

### Без точных дат
- В Симоновом монастыре взорваны: Успенский собор, 90-метровая колокольня, надвратные храмы, часть крепостных стен, уничтожен некрополь[26].

## Наука и техника
- Начинается Британская арктическая воздушная экспедиция (завершилась в 1931 году).
- 30 января — советский учёный Павел Александрович Молчанов запустил первый в мире радиозонд[27][28].
- 18 февраля — открытие планеты Плутон.
- В марте в Лондоне в официальной резиденции премьер-министра на Даунинг-стрит, 10 устанавливается телевизионный приёмник.
- 17 апреля — в Москве на базе геологоразведочного факультета Московской горной академии создан Московский геологоразведочный институт.
- В мае в Великобритании поступают в продажу телевизионные приёмники серийного производства («телевизоры Байрда»).
- 18 августа — в Самаре образовано гидрометеобюро Средневолжского края.
- 23 сентября — Иоганн Остермайер запатентовал первую безопасную лампу-вспышку.
- 13 октября — образован Ленинградский институт инженеров связи (с 1992 года — Санкт-Петербургский государственный университет телекоммуникаций).
- Немецкий химик Й. В. Реппе разрабатывает технологию изготовления искусственных тканей на ацетиленовой основе.
- Изобретён акриловый пластик (перспекс — в Великобритании, люсит — в США).
- Датский химик Дебай исследует строение молекул с помощью рентгеновских лучей.
- Американский биохимик Д. Г. Нортроп получает пепсин и трипсин в кристаллической форме.
- Создана технология съёмки широкоэкранных фильмов.
- В Великобритании лицензию на приём радиопередач имеют 3 092 000 человек.
- В Великобритании корпорация BBC осуществляет первую синхронную передачу изображения и звука, транслируя пьесу Луиджи Пиранделло «Человек с цветком во рту».
- В Великобритании впервые в истории передаётся телевизионное интервью — с выставки «Идеальный дом» в Саутгемптоне.
- В продажу впервые поступает нарезанный хлеб под названием Wonder Bread.

## Транспорт
- 15 января — в Ленинграде на перекрёстке Невского и Литейного проспектов установлен первый в СССР светофор.
- 1 апреля — на базе Водных факультетов МИИТа и Ленинградского института инженеров железнодорожного транспорта создаётся Ленинградский институт инженеров водного транспорта.
- 5 апреля—24 апреля — британский лётчик Эйми Джонсон совершает одиночный перелёт из Великобритании в Австралию.
- 1 мая — открытие Туркестано-Сибирской железной дороги.
- 29 августа — образован Московский авиационный институт.
- 4 сентября — стартовал продолжавшийся несколько дней так называемый «Большой Восточный перелёт» по маршруту Москва — Анкара — Тифлис — Тегеран — Термез — Кабул — Ташкент — Оренбург — Москва протяжённостью 10 500 километров.
- 5 октября — британский летательный аппарат Р101 разбился близ Бове, Северо-восточная Франция. В катастрофе погибли 44 человека.
- 1 декабря — в Ленинграде произошло крупное ДТП с участием трамвая и поезда.

## Культура и искусство
- В Венгрии учреждена премия «Корона Корвина».
- 8 апреля — в СССР прошла премьера фильма А. П. Довженко «Земля».

## Люди
- В этом году родились шесть из двенадцати людей, побывавших на Луне.
- Человеком года по версии журнала Time был назван Махатма Ганди, один из руководителей и идеологов движения за независимость Индии от Великобритании.

### ЛауреатыНобелевской премии
- Физика — Чандрасекара Венката Раман — «За работы по рассеянию света и за открытие эффекта, названного в его честь».
- Химия — Ханс Фишер — «За исследования по конструированию гемина и хлорофилла, особенно за синтез гемина».
- Медицина и физиология — Карл Ландштейнер — «За открытие групп крови человека».
- Литература — Синклер Льюис — «За мощное и выразительное искусство повествования и за редкое умение с сатирой и юмором создавать новые типы и характеры».
- Премия мира — Натан Сёдерблюм — «В ознаменование заслуг в достижении мира через религиозное объединение».

### Родились
См. также: Категория: Родившиеся в 1930 году
- 1 января — Адонис, сирийский поэт, многократный номинант на Нобелевскую премию по литературе.
- 9 января — Игорь Нетто, советский футболист, заслуженный мастер спорта СССР, олимпийский чемпион (1956) (ум. в 1999).
- 10 января — Георгий Гончаров, русский велопутешественник.
- 19 января — Типпи Хедрен, американская киноактриса.
- 20 января — Базз Олдрин, американский астронавт («Аполлон-11») и инженер, второй человек на Луне.
- 16 января — Норман Подгорец, американский публицист, политолог и литературный критик.
- 23 января — Дерек Уолкотт, англоязычный поэт, лауреат Нобелевской премии по литературе 1992 года (ум. в 2017).
- 25 января — Таня Савичева, школьница, автор дневника о блокаде Ленинграда (ум. в 1944).
- 28 января — Лев Шимелов, советский и российский конферансье, радиоведущий, артист озвучания.
- 30 января — Джин Хэкмен, американский киноактёр (ум. в 2025).
- 1 февраля — Хуссейн Мохаммад Эршад, президент Бангладеш в 1983–1990 годах (ум. в 2019).
- 2 февраля — Юрий Апресян, советский и российский лингвист, академик РАН (ум. в 2024).
- 11 февраля — Валя Котик, пионер, партизан-разведчик, Герой Советского Союза (погиб в 1944).
- 16 февраля — Елена Потапова, советская и украинская балерина и педагог, народная артистка СССР (1970).
- 22 февраля — Джулиано Монтальдо, итальянский кинорежиссёр (ум. в 2023).
- 27 февраля — Джоан Вудворд, американская актриса (премия «Оскар» за фильм «Три лица Евы», 1957 год).
- 28 февраля — Леон Купер, американский физик, лауреат Нобелевской премии по физике 1972 года «за создание теории сверхпроводимости, обычно называемой БКШ-теорией» (ум. в 2024).
- 2 марта — Сергей Ковалёв, советский диссидент, правозащитник (ум. в 2021).
- 3 марта — Ион Илиеску, президент Румынии в 1989—1996 и 2000—2004 (ум. в 2025).
- 10 марта — Юстинас Марцинкявичюс, литовский поэт (ум. в 2011).
- 15 марта
  - Жорес Алфёров, советский и российский физик, лауреат Нобелевской премии по физике 2000 года (ум. в 2019).
  - Мартин Карплус, американский химик-теоретик, лауреат Нобелевская премия по химии (2013) (ум. 2024).
- 22 марта
  - Рэм Петров, советский и российский учёный, иммунолог, академик и вице-президент (в 1988—2001) АН СССР / РАН.
  - Стивен Сондхайм, американский композитор, поэт и драматург, автор мюзиклов (ум. в 2021).
- 24 марта — Давид Дако, президент Центральноафриканской Республики в 1960–1966 и 1979–1981 годах (ум. в 2003).
- 26 марта
  - Сандра О’Коннор, член Верховного суда США (1981—2006), первая женщина на этой должности (ум. в 2023).
  - Геннадий Цыферов, советский писатель-сказочник, сценарист, драматург (ум. в 1972).
- 28 марта — Джером Айзек Фридман, американский физик, лауреат Нобелевской премии по физике 1990 года.
- 3 апреля — Гельмут Коль, немецкий политик, федеральный канцлер Германии в 1982–1998 годах (ум. в 2017).
- 15 апреля — Вигдис Финнбогадоуттир, президент Исландии в 1980–1996 годах, первая в мире женщина, демократически избранная на пост президента страны.
- 18 апреля — Александр Янов, советский и американский историк (ум. в 2022).
- 21 апреля — Сильвана Мангано, итальянская актриса (ум. в 1989).
- 24 апреля — Ричард Доннер, американский кинорежиссёр («Омен», «Супермен», «Смертельное оружие») (ум. в 2021)
- 28 апреля — Джеймс Бейкер, американский политик, Государственный секретарь США (1989—1992).
- 7 мая — Анатолий Лукьянов, советский и российский государственный деятель, председатель Верховного Совета СССР (1990—1991) (ум. в 2019).
- 10 мая — Джордж Элвуд Смит, американский физик, лауреат Нобелевской премии по физике 2009 года.
- 13 мая — Витаутас Чеканаускас, литовский архитектор (ум. в 2010).
- 15 мая — Джаспер Джонс, американский художник.
- 18 мая — Фред Саберхаген, известный американский писатель-фантаст (ум. в 2007).
- 27 мая — Джон Барт, американский писатель (ум. в 2024).
- 28 мая — Исхак Машбаш, адыгейский писатель и поэт, Герой Труда РФ (2019).
- 30 мая — Павел Никонов, советский и российский живописец.
- 31 мая — Клинт Иствуд, американский киноактёр и кинорежиссёр.
- 4 июня — Виктор Тихонов, советский хоккеист и хоккейный тренер (ум. в 2014).
- 9 июня — Лин Картер, американский писатель-фантаст, один из энтузиастов возрождения саги о Конане (ум. в 1988).
- 10 июня — Илья Глазунов, русский художник (ум. в 2017).
- 15 июня
  - Магомедали Магомедов, глава Республики Дагестан (в разных должностях, с 1983 по 2006) (ум в 2022).
  - Виктор Маслов, советский и российский физик, академик АН СССР / РАН (ум в 2023).
- 19 июня — Джина Роулендс, американская киноактриса (ум. в 2024).
- 20 июня — Магдалена Абаканович, польская художница (ум. в 2017).
- 24 июня — Клод Шаброль, французский кинорежиссёр (ум. в 2010).
- 1 июля — Гонсало Санчес де Лосада, президент Боливии в 1993–1997 и 2002–2003 годах.
- 2 июля — Карлос Менем, президент Аргентины в 1989–1999 годах (ум. в 2021).
- 3 июля — Борис Понизовский, советский режиссёр, теоретик театра (ум. в 1995).
- 4 июля — Фрунзик Мкртчян, советский актёр (ум. в 1993).
- 13 июля
  - Наоми Шемер — израильская поэтесса и композитор, автор неофициального гимна Иерусалима «Золотой Иерусалим» (ум. в 2004).
  - Андрей Хаустов, советский скульптор и живописец (ум. в 1978).
- 15 июля
  - Геннадий Полока, советский кинорежиссёр (ум. в 2014).
  - Жак Деррида, французский философ и теоретик литературы (ум. в 2004).
- 20 июля — Олег Анофриев, российский актёр (умер в 2018).
- 31 июля — Олег Попов, советский клоун, народный артист СССР (ум. в 2016).
- 5 августа — Нил Армстронг, американский астронавт, первый человек, вступивший на Луну (1969), (ум. в 2012).
- 10 августа — Дмитрий Рундквист, советский и российский геолог, академик АН СССР / РАН (1990), (ум. в 2022).
- 12 августа — Джордж Сорос, американский финансист.
- 13 августа — Томас Борхе, никарагуанский революционер и писатель, один из основателей Сандинистского фронта национального освобождения (ум. в 2012).
- 15 августа — Людмила Хитяева, советская и российская актриса театра и кино, телеведущая. Народная артистка РСФСР.
- 25 августа
  - Георгий Данелия, советский кинорежиссёр, народный артист СССР, лауреат Государственной премии СССР и Государственной премии Российской Федерации (ум. в 2019).
  - Шон Коннери, английский и американский актёр кино и театра (ум. в 2020).
- 27 августа — Виктор Абалакин, российский астроном (ум. в 2018).
- 27 августа — Владимир Андреев, русский актёр и режиссёр театра и кино, народный артист СССР (ум. в 2020).
- 28 августа — Патриарх Ириней, епископ Сербской Православной Церкви; с 22 января (избрание) 2010 года Патриарх Сербский (ум. в 2020).
- 30 августа — Уоррен Баффетт, американский предприниматель и инвестор.
- 9 сентября — Надежда Румянцева, актриса театра и кино, народная артистка РСФСР (ум. в 2008).
- 12 сентября — Акира Судзуки, японский химик, лауреат Нобелевской премии по химии 2010 года.
- 17 сентября — Том Стаффорд, американский астронавт («Джемини-6А», «Джемини-9А», «Аполлон-10», «Союз—Аполлон») (ум в 2024).
- 23 сентября — Иван Краско, советский и российский актёр театра и кино, народный артист Российской Федерации (1992) (ум. в 2025).
- 24 сентября — Джон Янг, американский астронавт, первый человек, слетавший в космос 5 и 6 раз (ум. в 2018).
- 28 сентября
  - Николай Позднеев, русский советский живописец (ум. в 1978).
  - Рэй Чарльз, американский музыкант и певец в стиле ритм-энд-блюз (ум. в 2004).
- 6 октября — Хафез Асад, президент Сирии в 1971–2000 годах (ум. в должности в 2000).
- 10 октября
  - Медея Амиранашвили, грузинская певица, народная артистка СССР (1976) (ум. в 2023).
  - Гарольд Пинтер, английский драматург, режиссёр, актёр, лауреат Нобелевской премии по литературе 2005 года (ум. в 2008).
  - Ив Шовен, французский химик, лауреат Нобелевской премии по химии 2005 года (ум. в 2015).
- 14 октября — Мобуту Сесе Секо, Президент ДР Конго в 1965–1997 годах (ум. в 1997).
- 21 октября — Иван Силаев, российский государственный деятель, председатель Совета Министров РСФСР (1990—1991) (ум. в 2023).
- 28 октября — Бернард Чарльз (Берни) Экклстоун, генеральный промоутер чемпионата «Формула — 1», владелец и руководитель «Formula One Group»
- 30 октября — Теодор Шанин, британский социолог, основатель Московской высшей школы социальных и экономических наук (ум. в 2020).
- 31 октября — Майкл Коллинз, американский астронавт и инженер («Джемини-10», «Аполлон-11») (ум. 2021)
- 3 ноября — Лоис Смит, американская актриса.
- 6 ноября — Марк Маккормак, основатель и президент Международной группы управления (ум. в 2003).
- 11 ноября — Алевтина Колчина, советская лыжница, чемпионка Олимпийских игр 1964 г., 7-кратная чемпионка мира (ум. в 2022).
- 20 ноября — Витаутас Бредикис, литовский архитектор (ум. в 2021).
- 24 ноября — Наталия Рахманова, советская и российская переводчица («Хоббит, или Туда и обратно»).
- 29 ноября — Нина Гребешкова, советская и российская актриса, заслуженная артистка России (ум. в 2025).
- 3 декабря — Жан-Люк Годар, французский кинорежиссёр (ум. в 2022).
- 11 декабря — Жан-Луи Трентиньян, французский киноактёр (ум. в 2022).
- 14 декабря — Александр Каплянский, советский и российский физик, академик РАН (ум. в 2022).
- 19 декабря — Эдуард Грач, советский и российский скрипач, альтист, народный артист СССР (1991).
- 27 декабря — Ламара Чкония, советская и грузинская оперная певица, народная артистка СССР (1976) (ум. в 2024).
- 31 декабря — Анатолий Кузнецов, советский и российский актёр театра и кино, народный артист РСФСР, лауреат Государственной премии Российской Федерации (ум. в 2014).

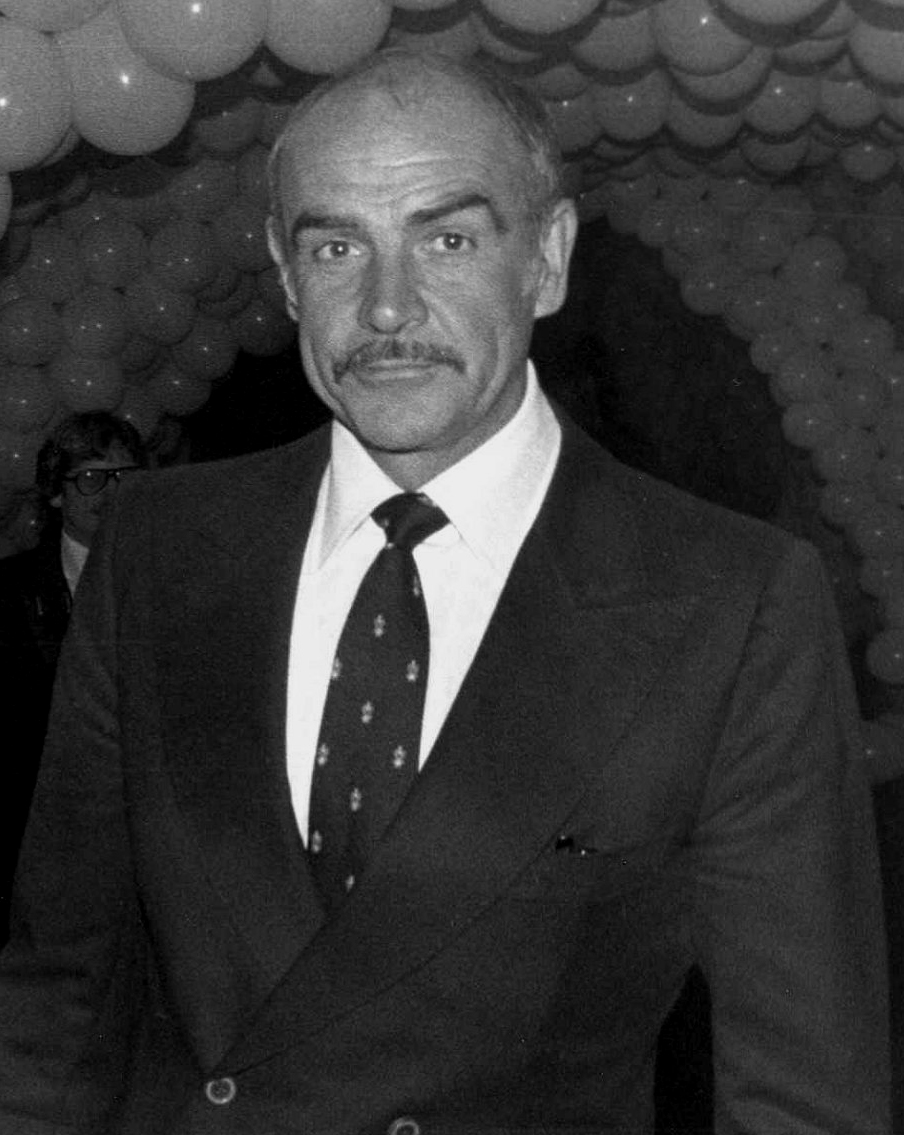
Шон Коннери
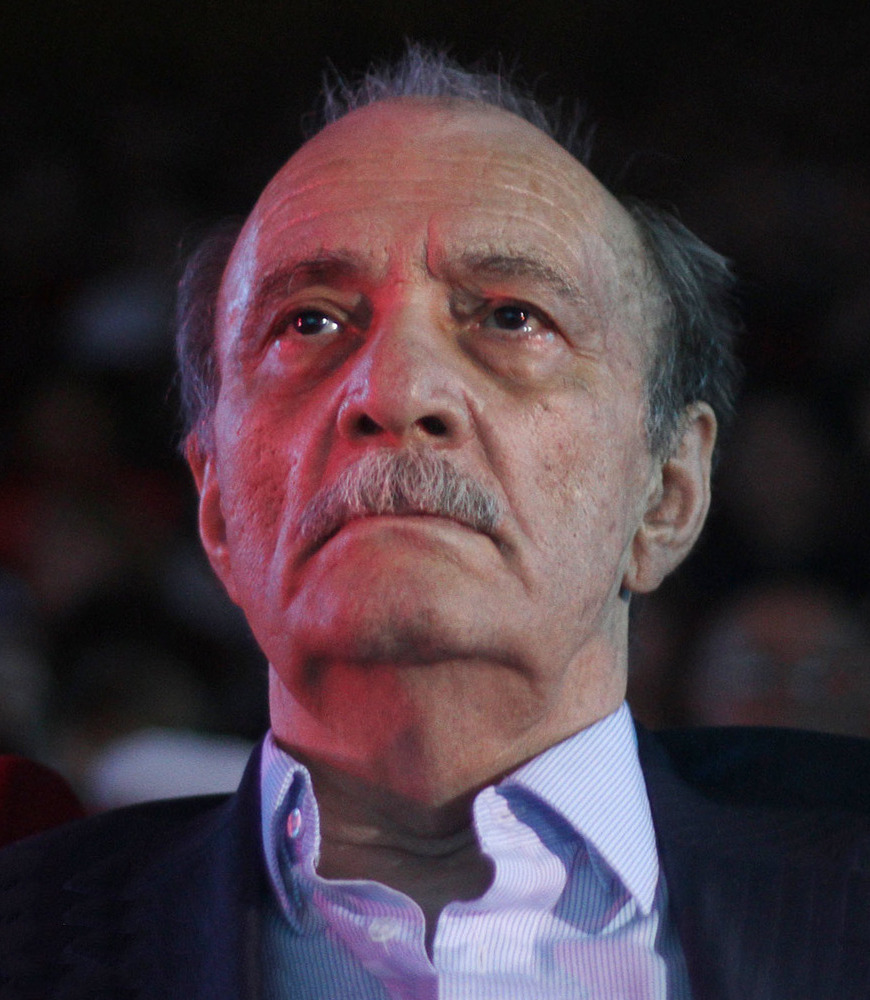
Георгий Данелия
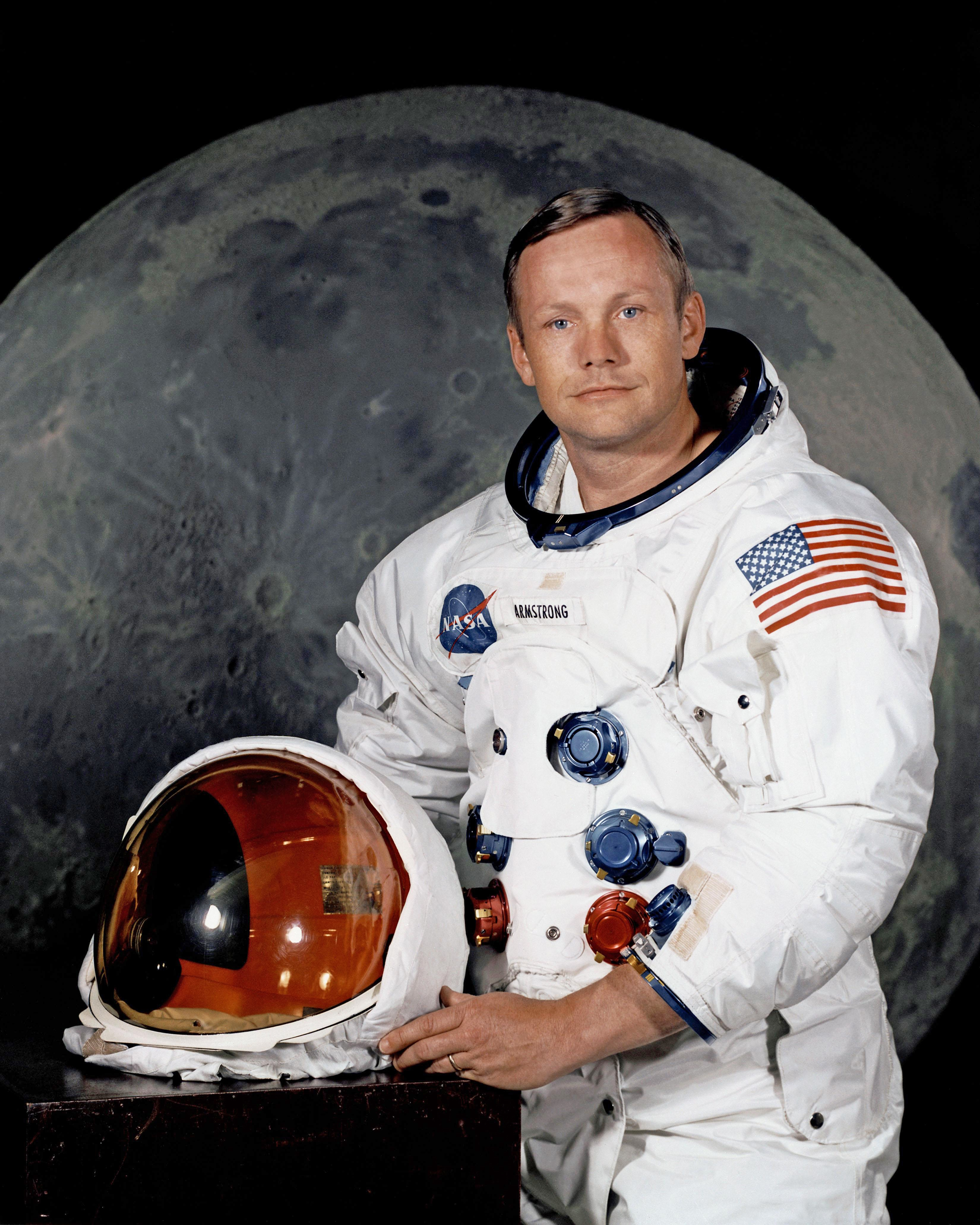
Нил Армстронг
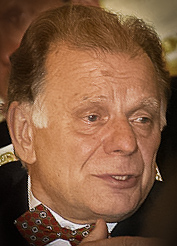
Жорес Алфёров
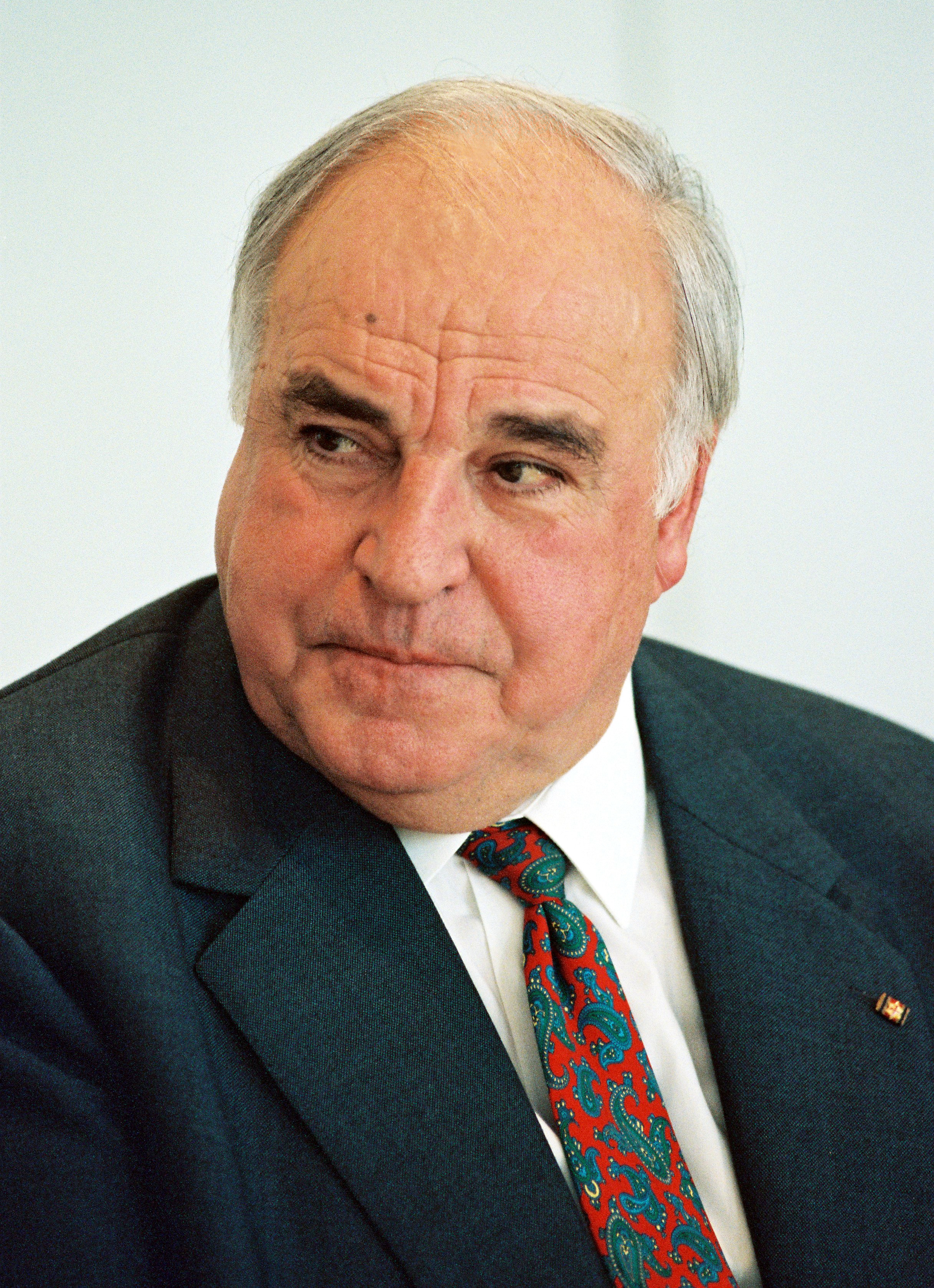
Гельмут Коль
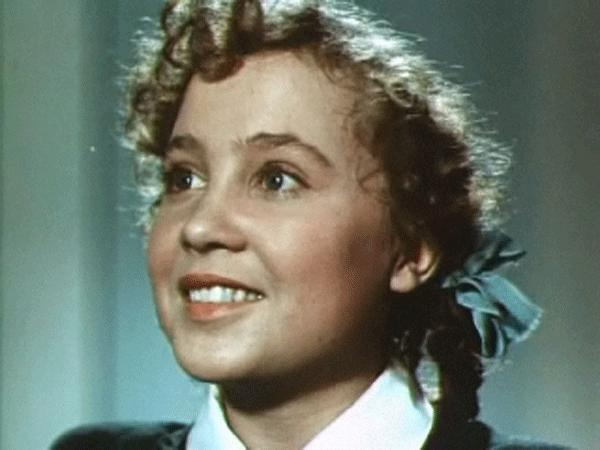
Надежда Румянцева

### Скончались
См. также: Категория:Умершие в 1930 году
- 5 января — Людвиг Клайзен (Кляйзен), немецкий химик (род. 1851).
- 23 февраля — Йонас Яблонскис, литовский языковед, «отец» литовского литературного языка (род. 1860).
- 8 марта — Уильям Говард Тафт, 27-й президент США (род. 1857).
- 16 марта — Мигель Примо де Ривера, диктатор, председатель правительства Испании в 1023–1930 годах (род. 1870).
- 14 апреля — Владимир Маяковский, русский советский поэт (род. 1893), покончил с собой.
- 17 апреля — Александр Головин, российский художник и сценограф (род. 1863).
- 13 мая — Фритьоф Нансен, норвежский полярный исследователь, лауреат Нобелевской премии мира 1922 года (род. 1861).
- 7 июля — Артур Конан Дойл, английский писатель, создатель Шерлока Холмса (род. 1859).
- 28 июля — Альвар Гульстранд, шведский офтальмолог, лауреат Нобелевской премии по физиологии и медицине 1911 года (род. 1862).
- 4 сентября — Владимир Арсеньев, русский путешественник, географ, этнограф, писатель, исследователь Дальнего Востока, военный востоковед (род. 1872).
- 20 сентября — Гомбожаб Цыбиков, российский исследователь, первый фотограф Тибета (род. 1873).
- 29 сентября — Илья Репин, выдающийся русский художник (род. 1844).
- 5 ноября — Христиан Эйкман, нидерландский врач-патолог, лауреат Нобелевской премии по физиологии и медицине 1929 года (род. 1858).
- 13 декабря — Фриц Прегль, австрийский химик и врач, лауреат Нобелевской премии по химии 1923 года (род. 1869).
- 17 декабря — Николай Касаткин, русский и советский живописец, народный художник РСФСР (род. 1859).

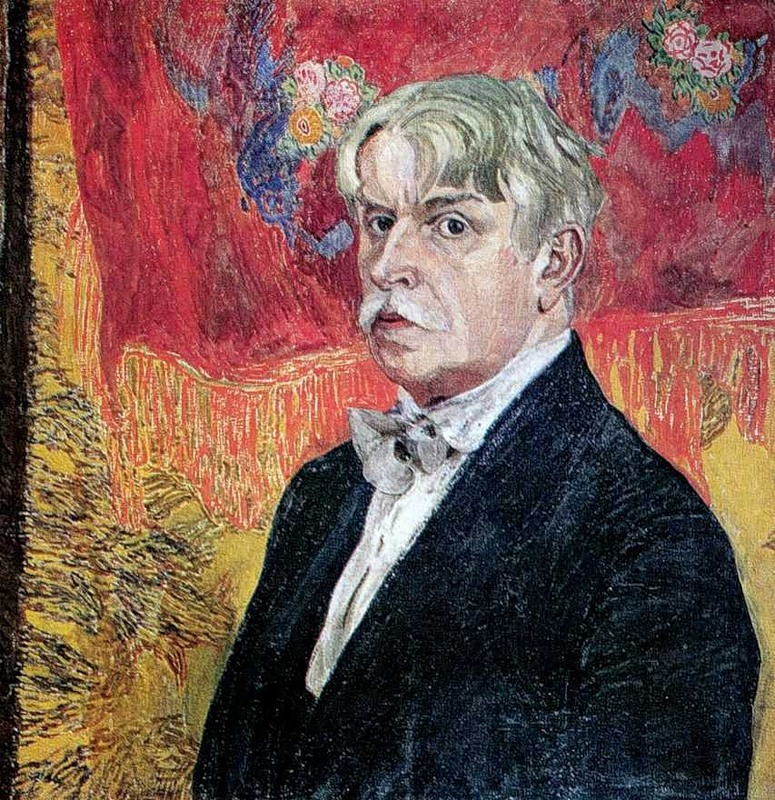
Александр Головин
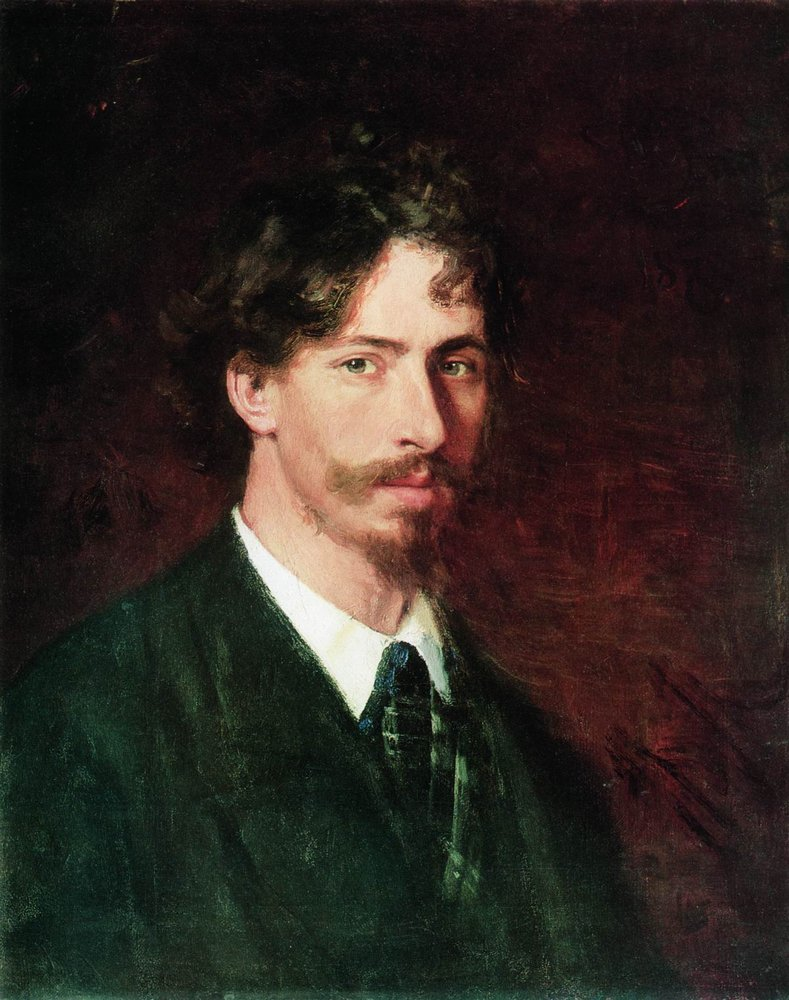
Илья Репин